# にいがた経済新聞
にいがた経済新聞（にいがたけいざいしんぶん）は、2016年4月に開設されたニュースサイト。新潟県内の企業の情報や経済ニュースを中心に配信している。運営は有限会社にいがた経済新聞社。2016年10月から2019年3月までは紙媒体でも同題の月刊ビジネス情報紙として発行・販売されていた。略称は「NIIKEI（にいけい）」。

## 概要
ウェブニュースサイト「にいがた経済新聞」は紙媒体に先行して2016年4月に配信を開始した。「地域密着型ニュースサイト」を掲げている。同年5月にはYouTubeチャンネル「にい経NEWS」を開設し、動画でのニュース配信もおこなっている。
2016年10月から2019年3月までは、同題の情報誌が紙媒体でも印刷・発行されていた。紙媒体版の「にいがた経済新聞」は有限会社にいがた経済新聞社から毎月10日に発行され、ウェブサイト版とは異なる記事を掲載していた。定期購読のほか新潟県内の蔦屋書店、またニューデイズやキオスクなどのコンビニエンスストア、ビジネスホテルでも販売されていた。タブロイド判、全頁カラー印刷、2018年時点では各号16–24ページで、販売価格は1部249円（税込）だった（定期購読の場合、年間2,500円）。休刊の翌月2019年4月には無料配布にリニューアルした月刊ビジネス情報紙として『Biz Link（ビズリンク）』を創刊したが、2020年9月に休刊した。

## にいがた経済新聞社
- 有限会社にいがた経済新聞社
  - 本社所在地： 新潟県新潟市中央区沼垂東2丁目1-18 2F[2]

法人番号は7110002002183である。2022年（令和4年）1月時点では上越支局（新潟県上越市高土町）および東京支社（東京都港区浜松町）を持つ。2023年には「NIIKEI文学賞」を創設した。
「にいがた経済新聞」の創刊には日刊工業新聞記者出身で新潟県議会議員を3期務めた石塚健（のち代表取締役社長）らが携わった。

### 沿革
特記のない記述は公式ウェブサイトの記載による。
- 2016年（平成28年）
  - 4月 - WEBニュースサイト「にいがた経済新聞」[21]の配信をスタート[22]
  - 9月 - 紙媒体『にいがた経済新聞』 創刊準備号（タブロイド判、カラー8頁）を発行[23]
  - 10月 - 10月10日、紙媒体の月刊ビジネス情報誌『にいがた経済新聞』 創刊号（タブロイド判、カラー8頁）を発行[24][25][26]
  - 12月 - 紙媒体『にいがた経済新聞』12月10日発売号、12頁に増頁[27]
- 2017年（平成29年）
  - 1月 - 紙媒体『にいがた経済新聞』1月10日発売号、レイアウトデザインを一新し16頁に増頁[28]
  - 2月 - 紙媒体『にいがた経済新聞』2月10日発売号、20頁に増頁[29]
  - 6月
    - ビジネス交流会「にいけいビジネスクラブ」発足
    - 日露交流フォーラム「極東と新潟の交流」を開催[30]

  - 10月 - 第三種郵便物認可
- 2018年（平成30年）
  - 1月 - 本社を新潟市北区から中央区に移転[31]、資本金を1,000万円に増資。
  - 6月 - eコマースサイト「にいがた丸ごと市場」を運営開始[4][32][33]。
  - 8月 - web制作事業を開始（株式会社ram[34][5][6]のweb事業部門[35]と、にいがた経済新聞の事業を統合）。
- 2019年（平成31年/令和元年）
  - 3月 - 紙媒体『にいがた経済新聞』を第30号で終刊[36]。
  - 4月 - 紙媒体の後継紙として月刊ビジネス情報誌『Biz Link』（タブロイド判、カラー16頁）をフリーペーパーとして創刊[12]。
- 2020年（令和2年）
  - 9月 - 紙媒体『Biz Link』終刊[15]。
- 2021年（令和3年）
  - 1月 - アプリ「にいがた経済新聞」iOS版、Android版をリリース[37][38][39]。
- 2021年（令和3年）
  - 3月 - おくやみ情報（訃報）の配信を開始[40]。
  - 6月 - 上越支局を新潟県上越市に開設[17][3]。
  - 8月 - 事件や事故の報道（司法報道）を開始。
  - 9月 − 株式会社NOBORDER（NOBORDER NEWS TOKYO）と業務提携。東京支社をNOBORDER本社（東京都港区）内に開設[17]。
  - 12月 - 求人情報ポータルサイト「JOBFUL niigata」を開設[41]。
- 2022年（令和4年）
  - 12月 - 第1回「にい経アワード2022」を発表[42]。
- 2023年（令和5年）
  - 12月 - 第1回「NIIKEI文学賞」全4部門の受賞者を発表。

### NIIKEI文学賞
2023年（令和5年）に会社創立6周年を記念して、初めての文学賞企画であるNIIKEI文学賞が創設された。「新潟にゆかりのある物語」を募るもので、第1回の募集ジャンルはライトノベル部門、純文学部門、エッセイ部門、ショートショート部門の全4部門であった。株式会社Sight（新潟市中央区）と共催。第1回の作品募集は2023年5月末に締め切られ、受賞作は2023年12月頭までに順次発表された。